# Taenaris ritsemae
Taenaris ritsemae är en fjärilsart som beskrevs av Hans Fruhstorfer 1904. Taenaris ritsemae ingår i släktet Taenaris och familjen praktfjärilar. Inga underarter finns listade i Catalogue of Life.